# COVERS2
「COVERS2」（カバーズ・ツー）は、ジェロのカバー・アルバム。

## 概要
- シリーズ第2弾。CD・カセットテープで発売された。選曲はジェロ本人のブログでのアンケートによって決まった。

## 収録曲
1. 待っている女
1972年 五木ひろし
2. 思秋期
1977年 岩崎宏美
3. 愛人
1985年 テレサ・テン
4. 折鶴
1972年 千葉紘子
5. 羅生門
2006年 坂本冬美
6. 黄昏
1977年 岸田智史
7. 雪國
1987年 吉幾三
8. 初めての街で -bonus track-
1979年 西田佐知子